# Rune Andréasson (född 1920)

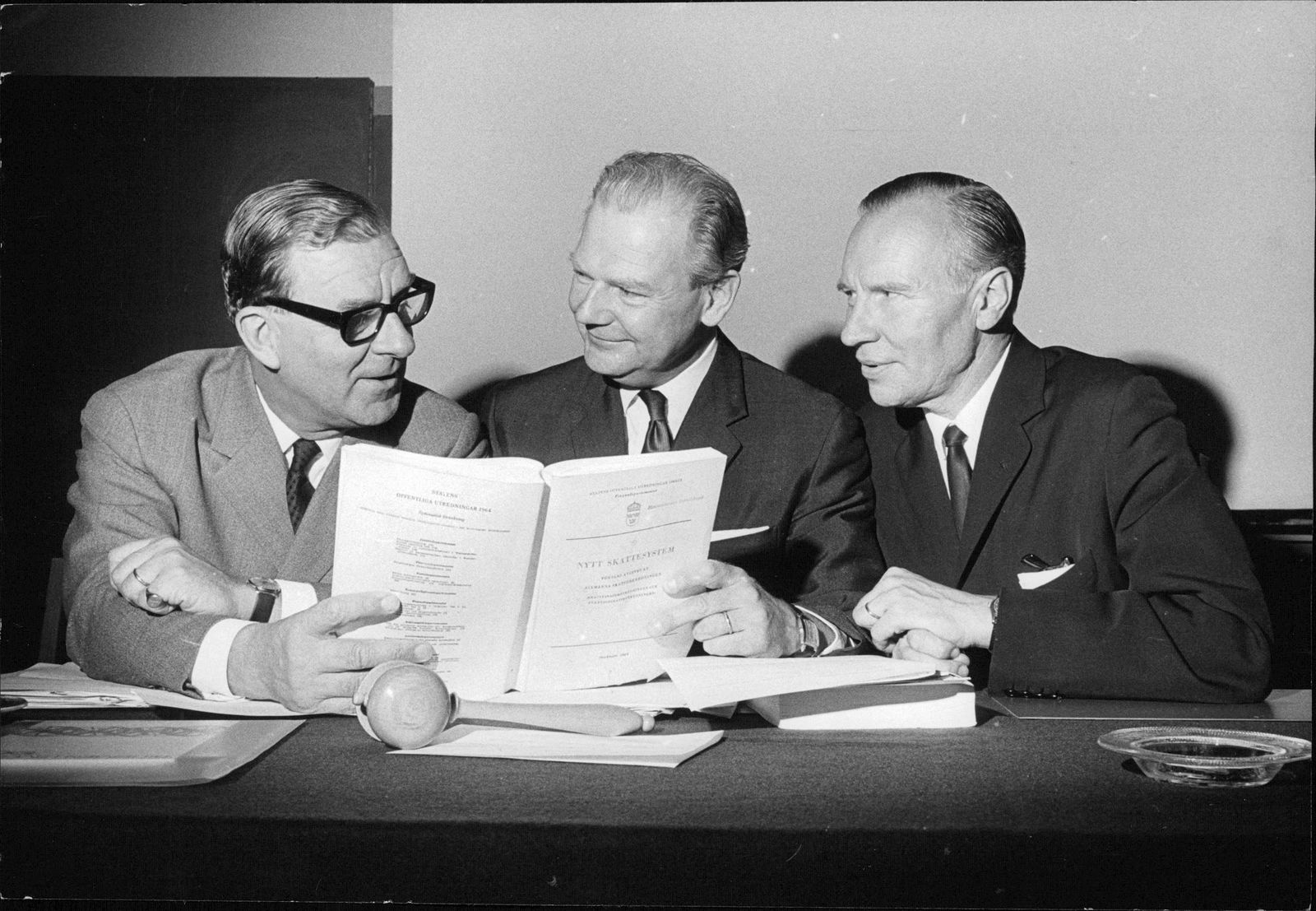
Nils Ahlgren (Motormännen), Rune Andréasson (MHF) och Benkt Rosenquist (MRF) 1964.

Nils Rune Gustaf Andréasson, född 18 februari 1920 i Göteborg, död 4 januari 2013 i Halmstad, var en motororganisationsdirektör och statstjänsteman med långvarigt engagemang i nationella och internationella trafiksäkerhetsfrågor.

## Karriär
Andréasson var verkställande direktör i Motorförarnas Helnykterhetsförbund (1953–1968) och Trafikskolornas riksförbund (1968–1971). Därefter var han föredragande i trafikmedicinska frågor vid Socialstyrelsen (1971–1985), fram till han gick i pension.
Som redaktör ansvarade han för tidskrifterna Motorföraren (1953–?) och Journal of Traffic Medicine (1973–1983).